# Simone Veil
Simone Annie Liline Veil, geboren Jacob, (Nice, 13 juli 1927 – Parijs, 30 juni 2017) was een Franse juriste en politica. Ze is vooral bekend omdat ze als  minister van Gezondheid een wet doorvoerde die abortus in Frankrijk legaliseerde.
Ze was van juli 1979 tot 1982 de 16e voorzitter van het Europees Parlement, de eerste vrouw in deze positie.

## Jonge jaren: bezetting en deportatie
Simone Jacob kwam uit een Joodse, niet-praktiserende familie. Ze was de jongste van vier kinderen van een architect in Nice.
Tijdens de Tweede Wereldoorlog mocht haar vader door de antisemitische wetten van het Vichy-regime zijn beroep niet meer uitoefenen. Nice bleef tot november 1942 onbezet. Daarna kwam het onder Italiaanse bezetting. 
Toen de Italianen zich in september 1943 terugtrokken, bezetten Duitse troepen de stad, waarna de Gestapo meteen de joden begon op te pakken. 
De familie Jacob dook onder. Simone, die toen in haar laatste jaar op het lyceum zat, ging onder een valse identiteit werken in een bibliotheek. Intussen wist ze toch haar baccalaureaat te behalen. Toen ze dat wilde vieren, werd ze op 30 maart 1944 op straat gearresteerd nadat bij een controle werd ontdekt dat ze een vals identiteitsbewijs had. Toen een jongen die haar had vergezeld, haar familie wilde verwittigen van haar aanhouding, werd hij door Duitse agenten geschaduwd, zodat ook haar ouders, haar broer en een zuster werden gearresteerd. Haar oudste zuster Denise was eerder tot het verzet was toegetreden en verbleef niet meer in Nice. 
Op 7 april 1944 werd ze met haar moeder en haar zuster Madeleine naar het transitkamp Drancy overgebracht en zes dagen later naar Auschwitz gedeporteerd. Bij haar aankomst loog ze over haar leeftijd: ze zei dat ze al 18 was. Een vrouwelijke kapo had haar aangeraden dat te doen om te beletten dat ze meteen naar de gaskamer moest: "Jij bent werkelijk te mooi om hier te sterven", zou ze aan haar gezegd hebben.  Simone moest met haar moeder en zuster werken in het bijkamp Bobrek, waar de omstandigheden vrij draaglijk warden. 
In januari 1945 werden ze alle drie weggevoerd naar Bergen-Belsen. Haar moeder overleed daar in maart 1945 aan tyfus. Simone en haar zuster Madeleine werden op 15 april door Britse troepen bevrijd. Over haar vader en haar broer, die naar Litouwen waren gedeporteerd, heeft ze nooit meer iets vernomen. Haar oudste zuster Denise, die intussen door de Gestapo was gearresteerd wegens verzetsactiviteiten, overleefde het concentratiekamp Ravensbrück. Madeleine, die op het nippertje de tyfus in Bergen-Belsen had overleefd, zou zeven jaar nadien in een verkeersongeluk omkomen.  
Nog in 1945 begon ze te studeren aan de Parijse faculteit rechten en aan de prestigieuze Sciences Po in Parijs. Tijdens deze studie leerde ze Antoine Veil kennen. Ze trouwden op 26 oktober 1946 en kregen drie zonen. Ze vergezelde haar echtgenoot de eerste jaren toen hij in het bezette Duitsland een functie waarnam bij het bezettingsbestuur in Duitsland.

## Ambtelijke loopbaan
Op verzoek van haar man zag Simone Veil af van een carrière van advocaat. Ze slaagde in 1956 in het examen voor de magistratuur. Ze werd ambtenaar op het Ministerie van Justitie, aanvankelijk bij het gevangeniswezen. Tijdens de  Algerijnse oorlog zorgde ze ervoor dat vrouwelijke Algerijnse gevangenen naar Frankrijk werden overgebracht om ze zo te doen ontkomen aan slechte behandelingen en verkrachtingen. 
In 1969 werd ze kabinetsmedewerker van minister van Justitie René Pleven en het jaar daarop de eerste vrouwelijke secretaris-generaal van de Hoge Raad voor de Magistratuur, een orgaan dat onder leiding van de Franse president toezicht houdt op de rechterlijke macht. 

## Politieke carrière

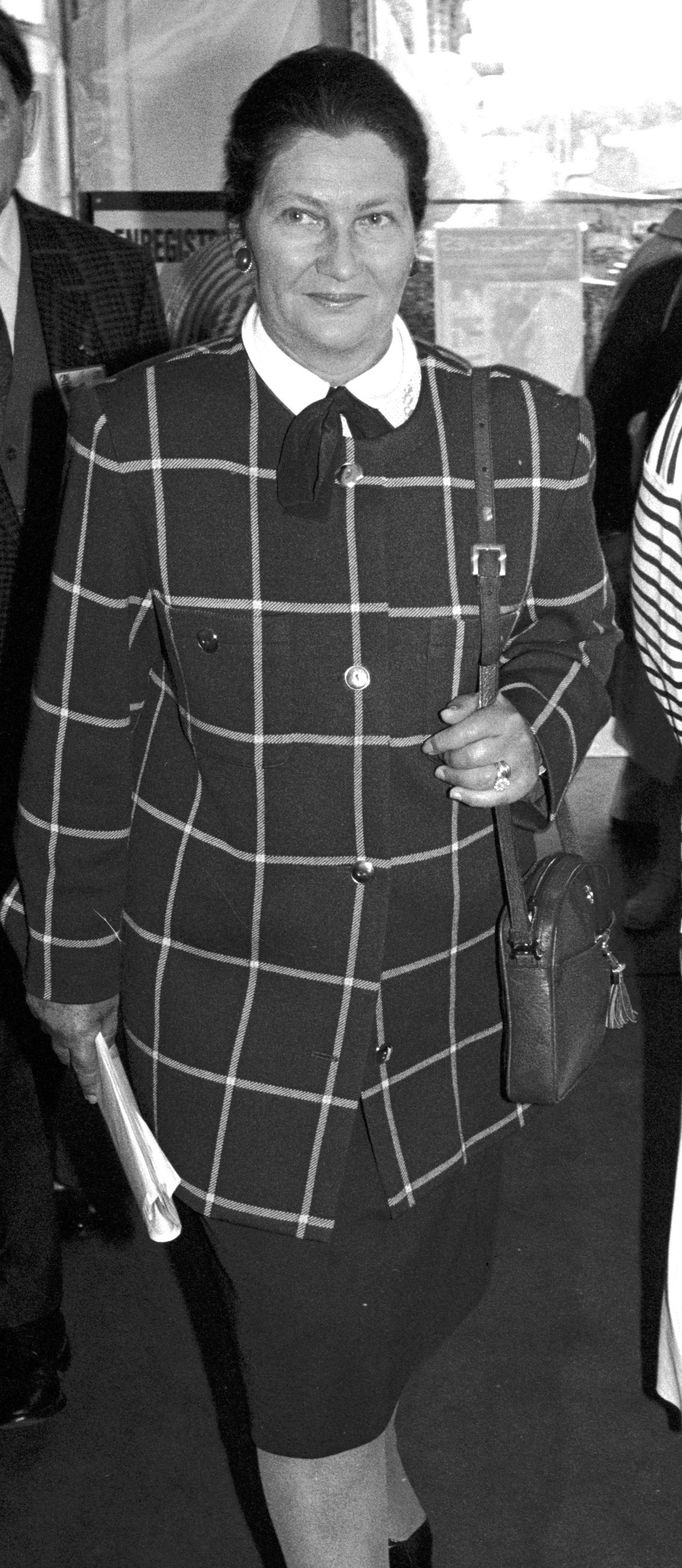
31 mei 1988

Nadat Valéry Giscard d'Estaing in 1974 president was geworden, werd Simone Veil minister van Gezondheid in het eerste kabinet van Jacques Chirac (1974-1976). Ze was nog maar de tweede vrouw in Frankrijk die minister werd, de eerste sinds 1947. Ze had eerder nooit aan politiek gedaan en voor het grote publiek was ze een onbekende
Als minister diende ze kort daarop een wetsontwerp in dat  abortus provocatus in Frankrijk uit het strafwetboek haalde. Tijdens de parlementaire behandeling van het wetsontwerp werd ze het mikpunt van beledigingen en zelfs bedreigingen. Ze zei zelfs in een beroemd geworden rede tot de Nationale Vergadering (die toen, zoals ze daarbij opmerkte, "bijna uitsluitend uit mannen" bestond) dat abortus een uitzondering moest blijven, dat abortus voor een vrouw "altijd een drama zal blijven" en dat de wet bedoeld was om vrouwen in nood te helpen. De wet werd op 29 november 1974 door de Nationale Vergadering goedgekeurd, dankzij de steun van de linkse oppositie; terwijl een deel van de centrumrechtse regeringscoalitie tegenstemde. Twee weken later volgde goedkeuring door de Senaat. De wet werd van kracht op 17 januari 1975. 
In december 1974 voerde ze een wet in die de beschikbaarheid van anticonceptiemiddelen moest vergroten. 
Veil zorgde in 1976 voor de eerste maatregelen tegen roken - hoewel ze zelf rookte - door de invoering van een rookverbod in sommige plaatsen en het beperken van reclame voor tabak. 
In de regeringen van Raymond Barre bleef ze minister van Gezondheid (1976-1979). Bij de eerste rechtstreekse Europese Parlementsverkiezingen in 1979 voerde ze op verzoek van president Giscard d'Estaing de lijst van de centrumrechtse Union pour la Démocratie française (UDF) aan. De lijst haalde de meeste stemmen. Daarop nam ze ontslag als minister. Hoewel ze nooit eerder parlementslid was geweest, werd ze meteen verkozen tot voorzitter van het Europees Parlement. Ze bleef dat tot begin 1982, hoewel ze toen we kandidaat was om opnieuw voorzitter te worden. 
In 1984 werd ze herkozen tot lid van het Europees Parlement - ditmaal op een eenheidslijst van gaullisten en UDF - waar ze tot 1989 de fractie van de Partij van Europese Liberalen en Democraten leidde.
In 1988-'89 was ze voorzitter van het Frans Comité voor het Europees Jaar van het Milieu.
In 1989 werd ze nog eens in het Europees Parlement herkozen; maar in 1993 stapte ze daar op om opnieuw tot de Franse regering toe te treden. Ze werd minister van Staat en minister van Sociale Zaken, Gezondheid en de Stad in het kabinet van Edouard Balladur (1993-1995).  Ze steunde Balladur bij de presidentsverkiezingen van 1995, maar uiteindelijk werd Jacques Chirac verkozen. Dat betekende het einde van haar loopbaan als minister. Ze bleef nog tot 1997 lid van de UDF. 
Veil had altijd genuanceerde politieke opvattingen. Over het algemeen was ze liberaal, maar ze deelde soms linkse standpunten.

## Latere jaren
In 1998 benoemde de voorzitter van de Senaat haar tot lid van de Grondwettelijke Raad. In 2005 trok ze zich tijdelijk terug van deze positie om campagne te voeren voor het Verdrag tot vaststelling van een Grondwet voor Europa. Daar kwam kritiek op omdat leden van de raad geacht worden zich te onthouden van politieke standpunten. In 2007, meteen nadat haar lidmaatschap van de Grondwettelijke Raad was afgelopen, voerde ze campagne presidentskandidaat Nicolas Sarkozy. 
Van 2000 tot 2007 was ze voorzitster van de Franse organisatie Fondation pour la mémoire de la Shoah, die zich ervoor inzet de Jodenvervolging in de Tweede Wereldoorlog niet te doen vergeten. In die hoedanigheid bracht ze in 2004 voor het eerst opnieuw een bezoek aan Auschwitz. 
In 2007 publiceerde ze ook haar autobiografie, "Une vie", waarvan meer dan een half miljoen exemplaren werden verkocht. 
Op 20 november 2008 werd ze verkozen tot  lid van de Académie française, als opvolger van oud-premier Pierre Mesmer. Ze werd op 18 maart 2010 plechtig ontvangen als lid van de Académie, in aanwezigheid van president Sarkozy. 
Na het overlijden van haar man en haar zuster Denise (beide in 2013) trok ze zich uit het openbaar leven terug. 
Gedurende vele jaren was Simone Veil een van de meest geliefde Franse persoonlijkheden, zoals in talrijke opiniepeilingen tot uiting kwam. Haar grote populariteit kwam ook tot uiting naar aanleiding van haar overlijden in 2017, net geen 90 jaar oud. 
Haar uitvaart bestond uit een nationale plechtigheid op de binnenkoer van Hotel des Invalides, bijgewoond door heel wat publieke figuren. Beide zoons voerden er het woord. De lijkrede werd uitgesproken door president Emmanuel Macron, die op het einde van zijn toespraak aankondigde dat het echtpaar Veil zou worden bijgezet in het Pantheon; op 1 juli 2018 heeft die bijzetting plaatsgevonden.

## Onderscheidingen
- In 1981 ontving Veil de Internationale Karelsprijs Aken.
- 1984: Four Freedoms Award Freedom medal.
- 2005: Prins van Asturië-prijs.
- 2007: Noord-Zuid Prijs van de Europese Raad.
- 2009: Grootofficier in het Legioen van Eer
- Eredoctor van de Université catholique de Louvain
- Naar Franse gewoonte zijn verscheiden scholen, ziekenhuizen en andere instellingen naar haar genoemd.

## Werken
- L'Adaption, données médicales, psychologiques et sociales (1969)

## Voetnoten en referenties
1. ↑  NOS, Franse politica en Shoah-overlevende Simone Veil dood. Geraadpleegd op 30 juni 2017.
2. ↑  (fr) L'express, "Une vie": quand Simone racontait les combats de madame Veil (25 oktober 2007).

- Bibsys: 6008955
- Biblioteca Nacional de España: XX1288719
- Bibliothèque nationale de France: cb11927825h (data)
- Catàleg d'autoritats de noms i títols de Catalunya: 981058516910606706
- CiNii: DA12392939
- Gemeinsame Normdatei: 11929642X
- International Standard Name Identifier: 0000 0001 2149 1361
- Library of Congress Control Number: n82129023
- MusicBrainz: 74f699e3-e3c4-455b-b1f8-30be896a440f
- Bibliotheek van het Japanse parlement: 01234240
- Nationale Bibliotheek van Tsjechië: jn20000701885
- Nationale bibliotheek van Australië: 49863594
- Nationale Bibliotheek van Israël: 987007309673805171
- Nationale Bibliotheek van Polen: a0000001951809
- Nederlandse Thesaurus van Auteursnamen: 072591404
- Istituto Centrale per il Catalogo Unico: IEIV040728
- LIBRIS: 305144
- SNAC: w67s8dj3
- Système universitaire de documentation: 027179273
- Trove: 1508056
- Union List of Artist Names: 500241182
- Virtual International Authority File: 120689047
- WorldCat: E39PBJbGYxGWXBy4xcHHGp9qwC